# 郭柯宇
郭柯宇（1978年2月23日—），女，北京人，中国演员。1995年因电影《红樱桃》而一举成名，成为最年轻的百花奖影后（截止2011年），一度被称作“少女影后”。成名后陆续出演、主演多部作品，包括《你我一样》（1998年）、《天使的翅膀》（2000年）、《真情三人行》（2001年）、《最爱》（2001年）。
2005年郭柯宇与摇滚歌手欧洋和吉他手小四组成了乐队“追星族”，2009年在接受采访时表示“歌手才是我的职业”。

## 个人
2010年郭柯宇与章贺因合作《完美新娘》而相识并结婚，二人育有一子，于2011出生。2020年，郭柯宇与章贺离婚。

## 荣誉
- 1995年 上海国际电影节金爵奖最佳女演员（电影《红樱桃》）
- 1996年 中国第十九届百花奖最佳女演员（电影《红樱桃》）
- 1996年 中国金鸡奖最佳女演员提名（电影《红樱桃》）
- 1997年 平壤国际电影节最佳女演员（电影《红樱桃》）
- 2002年 新加坡中国电影展真情大使（电影《真情三人行》）
- 2003年 飞天奖最佳女演员提名（电视剧《生死之恋》）
- 2024年 中国金鸡奖最佳女配角提名（电影《又是充满希望的一天》）

## 影视
- 2010年 《大城市小浪漫》饰演 杨天馨
- 2022年 《三悦有了新工作》饰演 （大姨）苏蓉
- 2023年 《苍山》饰演 小妹
- 2023年 《又是充满希望的一天》饰演 徐晓霞
- 2024年 《家庭简史》

## 音乐
- 专辑
  - 《纯真年代》